# Halacha
De halacha (Hebreeuws: הלכה) of haloche (Nederlands-Jiddisch) is het totaal van goddelijke en rabbijnse wetgeving die gefundeerd is in de Thora en opgetekend in de Rabbijnse literatuur vanaf de 4e eeuw voor Christus. Het Hebreeuwse woord halacha is afgeleid van de woordstam van lopen of gaan, halach, waarmee wordt gesuggereerd dat dit de weg is die joden dienen te belopen of begaan.
Het bijvoeglijk naamwoord van halacha, halachisch, betekent volgens de (rabbijnse) joodse wet, letterlijke vertaling "het pad" of "de manier van lopen". Het wordt gebruikt om aan te duiden of iets in overeenstemming is (halachisch toegestaan) of strijdig is (halachisch verboden) met de leerregels uit de Thora, de Talmoed of latere rabbijnse wetsopvattingen. Daarnaast markeert het de grens tussen traditioneel jodendom en alles wat daar buiten ligt; wat halachisch-joods is, is rechtstreeks herleidbaar via het rabbijnse jodendom tot het door God geuite woord van de Thora. Wat niet halachisch-joods is, mist die aansluiting op de grondslag en staat daarmee buiten het traditionele jodendom.
Het fundament van de joodse wet en traditie (halacha) is de Thora, de vijf boeken van Mozes. Volgens de rabbijnse traditie zijn er 613 verplichtingen (=613 mitswot) in de Thora. Niet alle 613 zijn steeds voor iedereen, altijd en op iedere plek van toepassing. Sommige van deze wetten zijn alleen van toepassing op mannen, andere alleen op vrouwen, sommige alleen op priesters (kohaniem) of op leden van de stam van Levi, op personen die de agrarische producten van het Land van Israël behandelen (verbouwen, eten, etc.), etc. Vele wetten waren slechts relevant toen de joodse tempel nog bestond. Minder dan 300 van deze geboden zijn vandaag nog toepasselijk. Hoewel er Joodse groepen zijn ontstaan die zich alleen op de geschreven tekst van de Thora baseerden (met name de Sadduceeërs, Beta Israël en de Karaïeten), volgden de meeste joden wat bekendstaat als de mondelinge wet.

## Ontstaan van de halacha in de huidige vorm
Tegelijk met de Geschreven Thora werd de Misjna, de Mondelinge Thora, ontvangen. In de Thora staan de algemene richtlijnen van het joods leven; de Misjna gaat dieper in op de exacte regels. Vragen zoals 'waar mag het water voor een ritueel bad vandaan komen?', 'hoelang moeten de sjabbatkaarsen branden?', 'welke activiteiten zijn op sjabbat verboden?', 'wat is de procedure van een strafzaak in de joodse rechtbank?' of de details van de offerdiensten, zijn in de Misjna opgeschreven. De Misjna werd door de latere Rabbijnen van de periode van de Talmoed besproken. Zij discussieerden over echte of fictieve situaties en het toepassen van de in de Thora en Misjna genoemde regels op die situaties. Dat leidde soms tot uiterst extreme discussies, waarin zelfs onderwerpen zoals pedofiele homoseksualiteit aan de orde kwamen. Deze discussies, die over werkelijk ieder denkbaar onderwerp gaan, staan bekend als de Gemara en vormen samen met de Misjna de Talmoed.
Toen de periode van de Gemara en daarmee de Talmoed tot een einde kwam (rond het jaar 300 n.Chr.) was de Talmoed een groot boekwerk van duizenden pagina's geworden dat voor een gemiddelde jood erg ontoegankelijk was. In de loop der jaren raakten de rabbijnen zich ervan bewust dat er iets moest gebeuren om de regels zoals die in de Talmoed waren vastgelegd toegankelijker te maken voor gewone joden, en om voor situaties waarvoor in de Talmoed geen antwoord was gevonden een antwoord te geven. Dit werden de eerste puur halachische boeken.

## Eerste halachische boeken
De eerste halachische boeken waren de:
- Misjnee Tora geschreven door de Rambam (Maimonides), Rabbi Mosje ben Maimon (1135-1204 westerse jaartelling);
- Toer (voluit Arba'a Toerim), geschreven door Rabbi Jaakov ben Asjer (1270-1340 westerse jaartelling);
- Sjoelchan Aroech, gebaseerd op de Toer, geschreven door Rabbi Joseef Karo (1488-1575 westerse jaartelling); dit is het basis-wetboek dat door joden over de gehele wereld gebruikt wordt.

Deze boeken telden ieder vele delen, en bestonden uit vele duizenden pagina's. Ze gaven een volledig allesomvattend overzicht van alle facetten van de halacha. Een verschil is dat de Rambam in zijn Mishne Tora ook hoofdstukken met alle wetten met betrekking tot de offerdienst in de Tempel schreef, terwijl de Toer en Sjoelchan Aroech alleen de in die tijd relevante wetten behandelden. De Tempel was toen al meer dan duizend jaar vernietigd, en die wetten werden dus niet behandeld.

## Onderdelen
Enkele onderwerpen die typisch door halachische boekwerken behandeld worden zijn:
- Tijden van gebedsdiensten
- Wat is melacha?
- Schadevergoedingen
- Leningen
- Rituele (menstruele) (on)reinheid
- Wetten met betrekking tot het studeren van Thora (dat wil zeggen alle joodse boeken)
- Wie hoeft niet te vasten op welke vastendagen?
- Welke beracha zegt men over eten en drinken?
- Wanneer begint en eindigt de rouwperiode na een overlijden?
- Wetten tegen dierenmishandeling
- Wetten betreffende het bereiden van matzos voor Pesach
- Wetten betreffende een Sefer Tora (thorarol) waar een foute of onleesbare letter in staat.
- Tot welke sterkte verdund, telt wijn halachisch nog steeds als wijn?
- Welke voorwerpen mag men met zich mee dragen op een joodse feestdag (jom tov)?